# Carlo Pedrocchi
Carlo Pedrocchi (Milano, 27 agosto 1939) è un fumettista italiano.

## Biografia
Durante i primi anni di vita, passati da sfollato nel Varesotto, trascorre gran parte del tempo a sfogliare la raccolta di albi a fumetti del padre, Federico Pedrocchi, e sui quali impara a leggere.
Come autore esordisce nel 1963 come sceneggiatore di fotoromanzi per la rivista Bolero Film della Mondadori per poi passare nel 1967 a Sogno edito dalla Rizzoli. Nel 1972 entra nella redazione di Linus e poi, lasciata la Rizzoli, entra nella redazione di Sorry, rivista simile a Linus di breve vita. Decide così di ritornare a occuparsi di fotoromanzi collaborando con Grand Hotel dal 1975 dell'Editrice Universo dove trascorrerà oltre vent'anni seguendo, nel primo decennio, il settore fotoromanzi, per poi passare ai fumetti disegnati diventando caporedattore dell'Intrepido realizzando molte storie autoconclusive o seriali come Facce di bronzo, Liceo De Amicis e California Camper. Negli anni novanta realizza insieme a Andrea Mantelli Max Fax.
Lascia la Universo nel 1995 per dedicarsi per alcuni anni alla docenza presso la Fabbrica del Fumetto e Comocomics mentre collabora realizzando soggetti e sceneggiature per fotoromanzi francesi per le riviste Nous Deux della Emap France. Realizza anche trasposizioni a fumetti di racconti di Guy de Maupassant e Jack London pubblicando nel 1998 le raccolte La madre dei mostri e altri racconti e Le morti concentriche e altri racconti disegnati da Nicola Genzianella ed edito da Xenia. Nello stesso periodo collabora con Il Giornalino per il quale realizza Jobhel storia del Giubileo a fumetti (1999), la serie SPQR (2003) e la riduzione di tre novelle di Luigi Pirandello nell'albo della serie I maestri del Fumetto (2003).